# 옐레나 블라디미로브나 여대공
옐레나 블라디미로브나 여대공(러시아어: Елена Владимировна, 1882년 1월 29일 ~ 1957년 3월 13일)은 러시아의 블라디미르 알렉산드로비치 대공과 마리 추 메클렌부르크슈베린 대공녀의 고명딸이자 막내딸이다. 그녀의 남편은 그리스와 덴마크의 왕자 니콜라오스였고 둘 다 러시아의 니콜라이 2세 황제의 첫 사촌이었다. 그녀는 또한 덴마크의 왕비이자 켄트 공작 에드워드, 오너러블 레이디 알렉산드라 오길비, 켄트 공자 마이클의 할머니이기도 했다. 네덜란드의 율리아나 여왕도 그녀의 이복 사촌이었다.